# 基督至尊君王司鐸團
基督至尊君王司鐸團（拉丁語：Institutum Christi Regis Summi Sacerdotis，常以英文字首縮寫簡稱為ICKSP）是一個天主教傳統主義的使徒生活團，以及一個與教宗完全共融的非修會信徒團體，致力於榮耀天主和為天主教會神職人員和靈魂服務的聖化。

## 成立
基督至尊君王司鐸團由Gilles Wach蒙席及Philippe Mora神父於1990年9月1日在非洲加彭共和國成立，1991年該團體於意大利薩萊諾省里奇利亞諾 (Gricigliano) 成立神學院，2008年10月7日，教宗本篤十六世通過宗座諭令“Saeculorum Rex”授予基督至尊君王司鐸團直屬宗座的司法地位。

## 主保聖人
- 聖方濟各·沙雷氏
- 聖本篤
- 聖多瑪斯·阿奎那

## 規模
現今該會有97位司鐸、100位修生、30名度獻身生活者。分佈於十幾個國家，主要集中在西歐（意大利、法國、比利時、瑞士、西班牙、德國、奧地利、愛爾蘭、英國、瑞典）美國、非洲加蓬、毛里求斯、日本。服務於59個教區（包括法國的23個，美國的11個和在意大利的7個），分為四個會省（美、法、意、德）及西班牙自治區與加蓬傳教區。